# Barnebya dispar
Barnebya dispar là một loài thực vật có hoa trong họ Malpighiaceae. Loài này được (Griseb.) W.R.Anderson & B.Gates mô tả khoa học đầu tiên năm 1981.